# Битва на Танаїсі
Битва на Танаїсі (Дон) — військове зіткнення на початку 370-х років між гунами та аланами-танаїтами поблизу річки Дон, яка в античності визначала кордон між Азією і Європою. Перемога гунів завершила гуно-аланську війну 360-370-х рр., після якої відбулося спільне гуно-аланське вторгнення у Готське королівство Германаріха. Поразку аланів у війні з гунами датують по-різному: 370, 371, 372, 373, 375 рр.
Усі припущення про окрему велику битву мають гіпотетичний характер і сходять до праці Амміана Марцелліна:
Гуни, пройшовши через землі аланів, котрі межують із гревтунгами й зазвичай називаються танаїтами, вчинили у них жахливі винищення й спустошення, а інших прив’язали до себе договором примирення, з їхньою допомогою більш впевнено раптовим набігом вдерлися в широко розкидані й родючі угіддя Германаріха, найбільш войовничого короля, котрого боялися через численні різні подвиги сусідні народи («Діяння» — Книга XXXI)
Гунська перемога над аланами мала наслідком включення частини останніх до гунського союзу племен, з яким вони рушили далі до Західної Європи. Внаслідок розпочатого вторгненням гунів переселення народів у Північному Причорномор’ї зменшилася роль іранських племен, що ознаменувало зростання слов’янського впливу. З іншого боку, з часу гунських перемог над аланами розпочався більш ніж тисячолітній період панування у степах Східної Європи тюркомовних кочових народів.       